# Lasiopa calva
Lasiopa calva är en tvåvingeart som först beskrevs av Johann Wilhelm Meigen 1822.  Lasiopa calva ingår i släktet Lasiopa och familjen vapenflugor. Inga underarter finns listade i Catalogue of Life.